# سايج ماث
سايج ماث (بالإنجليزية: SageMath)‏ (سابقا سايج (بالإنجليزية: SAGE)‏ أي «نظام تجربة الجبر والهندسة») هو نظام جبر حاسوبي بميزات تغطي أغلب مجالات الرياضيات من جبر وتركيبات ونظرية المخططات وتحليل عددي ونظرية أعداد وكذا تفاضل وتكامل وإحصاء.
المطور الرئيسي للنظام هو ويليام أ. شتاين.

## وصلات خارجية
- سايج ماث على موقع Open Hub (الإنجليزية)
- سايج ماث على موقع Google Play (الإنجليزية)
- الموقع الرسمي